# 히가시스미요시구
히가시스미요시구(일본어: 東住吉区 히가시스미요시쿠[*])는 일본 오사카부 오사카시를 구성하는 24개 구 중 하나이다.

## 역사
- 1943년 - 스미요시구에서 분구되어 탄생하였다.
- 1955년 - 나카카와치군의 4개 촌을 편입하였다.
- 1974년 - 히가시스미요시구의 일부가 히라노구로 분구하였다.

## 교통

### 철도
- 서일본 여객철도
  - 간사이 본선
    - (← 히라노구 히라노역) - 도부시조마에역 - (덴노지구 덴노지역 →)

  - 한와선
    - (← 덴노지구 덴노지역) - 비쇼엔역 - 미나미타나베역 - (아베노구 쓰루가오카역 →)

- 일본화물철도
  - 간사이 본선 화물지선
    - (← 히라노구 히라노역) - 구다라 화물 터미널역

- 긴키 닛폰 철도
  - 미나미오사카선
    - (← 아베노구 고보레구치역) - 기타타나베역 - 이마가와역 - 하리나카노역 - 야타역 - (마쓰바라시 가와치아마미역 →)

- 오사카 메트로
  - 다니마치선
    - (← 아베노구 후미노사토역) - 다나베역 - 고마가와나카노역 - (히라노구 히라노역 →)

### 도로
- 한신 고속도로
- 국도 제25호선
- 국도 제479호선